# Eliaszib
Eliaszib – postać biblijna ze Starego Testamentu.
Arcykapłan z czasów Nehemiasza, który pomógł odbudować mury Jerozolimy.
Pojawia się w Księdze Nehemiasza 3,1, 13,4-9